# Micrurus decoratus
Micrurus decoratus (бразильський кораловий аспід) — вид отруйних змій родини аспідових (Elapidae). Ендемік Бразилії.

## Поширення і екологія
Бразильські коралові аспіди мешкають на південно-східному узбережжі Бразилії, в штатах Ріу-Гранді-ду-Сул, Еспіріту-Санту і Мінас-Жерайс. Вони живуть у вологих атлантичних лісах, серед опалого листя. Ведуть наземний, напівриючий спосіб життя, активні як вдень, так і вночі. Живляться черв'яками і амфісбенами. Відкладають яйця.